# مارک رابینسون (بازیکن فوتبال، زاده ۱۹۶۸)
مارک رابینسون (انگلیسی: Mark Robinson؛ زادهٔ ۲۱ نوامبر ۱۹۶۸) بازیکن فوتبال اهل بریتانیا است.
از باشگاه‌هایی که در آن بازی کرده‌است می‌توان به باشگاه فوتبال سوئیندون تاون، باشگاه فوتبال نیوکاسل یونایتد، باشگاه فوتبال چیپنهام تاون، باشگاه فوتبال وست برومویچ آلبیون، و باشگاه فوتبال بارنزلی اشاره کرد.